# Europäischer Fernwanderweg E9
Der Europäische Fernwanderweg E9 oder Internationaler Küstenweg Atlantik–Ostsee ist einer der zwölf Fernwanderwege, die von der Europäischen Wandervereinigung (EWV) initiiert wurden. Der Weg hat eine Länge von bisher rund 5.000 km und führt von Portugal entlang der Küsten des Atlantiks, der Nordsee und der Ostsee bis nach Estland. Eine alternative Route steht bei Überquerung des Ärmelkanals an der Südküste Englands zur Verfügung. Der Fernwanderweg ist noch nicht in allen Ländern ausgebaut und markiert. Während die mitteleuropäische Strecke zwischen der Bretagne und der Weichsel komplett ist, fehlen noch wesentliche Teilstrecken auf der iberischen Halbinsel, an der südfranzösischen Atlantikküste und im Baltikum. Die Gesamtlänge beträgt knapp 10.000 Kilometer.

## Verlauf und Ausbau

### Spanien
Der E9 beginnt in Tarifa, führt vorbei an der südwestlichsten Stelle des europäischen Festlandes am Cabo de São Vicente, durchquert den Parque Natural do Sudoeste Alentejano e Costa Vicentina in seiner ganzen Länge, streift Lissabon und Porto, folgt dem Caminho Português und überquert bei Valença die spanischen Grenze. In Portugal ist der Ausbau des Wanderwegs allerdings nicht komplett und die Beschriftung ebenfalls nur unvollständig vorhanden.
In Spanien ist der E9 sehr unterschiedlich ausgebaut und nur im Baskenland auf der Strecke zwischen Irun und Ribadeo durchgehend markiert.

### Frankreich und Großbritannien
Im französischen Süden steht der genaue Verlauf des Wanderweges entlang der Küste der Biskaya noch nicht fest. Erst ab Vannes ist der Fernwanderweg eingerichtet und die Route folgt den französischen Fernwanderwegen und den Zöllnerpfaden entlang der bretonischen Küste bis zum Mont-Saint-Michel.
Ab Roscoff teilt sich der E9 und nach Überquerung des Ärmelkanal steht zwischen Plymouth und Dover eine Alternativroute entlang der englischen Südküste zur Verfügung. Der Weg folgt hier unter anderem dem South West Coast Path und dem South Downs Way.
Die Strecke auf dem europäischen Festland führt durch die Normandie bis Calais, wo die beiden Routen wieder zusammentreffen. 

### Belgien
Nach der belgischen Grenze läuft der Fernwanderweg vom Seebad De Panne entlang der 70 km langen belgischen Nordseeküste bis De Haan und dann durch Flandern zur niederländischen Grenze.

### Niederlande
In den Niederlanden wird der Fernwanderweg über den 725 km langen Nordsee Küstenpfad (Nordzee Kustpad - LAW 5) geführt. Er durchquert dabei von Sluis aus alle niederländischen Küstenprovinzen (Zeeland, Zuid- und Noord-Holland, Friesland und Groningen, bevor er bei Reiderland die deutsche Grenze erreicht.

### Deutschland
Der deutsche Anteil des E9 wird von drei verschiedenen Wanderverbänden unterhalten. Für die Wegführung entlang der ostfriesischen Küste zwischen Dollart und Weser ist der Wiehengebirgsverband Weser-Ems zuständig. Der Fernwanderweg führt hier über die Hauptwanderwege Ems-Dollart-Pad (bis Weener), Emsweg (bis Leer), Ostfriesland-Wanderweg (bis Aurich), Ems-Jade-Weg (bis Wilhelmshaven), Jadeweg bis Petershörn, Butjadinger Weg (bis Nordenham).
Ab dem Ostufer der Weser führt der Weg durch das Gebiet des Wanderverbandes Norddeutschland. Es geht über Bremerhaven, Bad Bederkesa, Wingst zunächst bis Wischhafen und dann am östlichen Elbufer über Glückstadt und Elmshorn bis Hamburg. Im weiteren Verlauf werden bei Güster die Fernwege E1 und E6 gekreuzt. Nach Mölln und Ratzeburg erreicht der E9 bei Lübeck-Travemünde die Ostsee.
Den weiteren Verlauf durch Mecklenburg-Vorpommern betreut der Deutsche Wanderverband (LV MVP). Auch zwischen Travemünde und Ahlbeck erfolgt die Wegführung weitgehend in unmittelbarer Küstennähe. Es werden der Nationalpark Vorpommersche Boddenlandschaft, die Halbinsel Fischland-Darß-Zingst und Wolgast durchquert, bevor auf der Insel Usedom die polnische Grenze erreicht wird. 
Zusätzlich wurde eine Alternativroute E9a (Naturparkweg) eingerichtet. Der Wanderweg führt von Ratzeburg über Schwerin, Warin, Neustrelitz, Torgelow, Usedom nach Heringsdorf, wo er wieder auf dem Fernwanderweg E9 trifft. Auf der Strecke durchläuft er einige Naturparks: Biosphärenreservat Schaalsee, Müritz-Nationalpark, Naturpark Sternberger Seenland, Naturpark Nossentiner/Schwinzer Heide, Naturpark Feldberger Seenlandschaft, Naturpark Am Stettiner Haff, Naturpark Flusslandschaft Peenetal.

### Polen
In Polen verläuft der Weg über Swinemünde, Danzig, Weichselgebiet und Braniewo.

### Litauen, Lettland, Estland
Der östliche Teil der E9 führt als Baltischer Küstenwanderweg 1419 km durch die drei baltischen Staaten bis zum Endpunkt im Hafen Tallinn.